# Тендер (вітрильник)

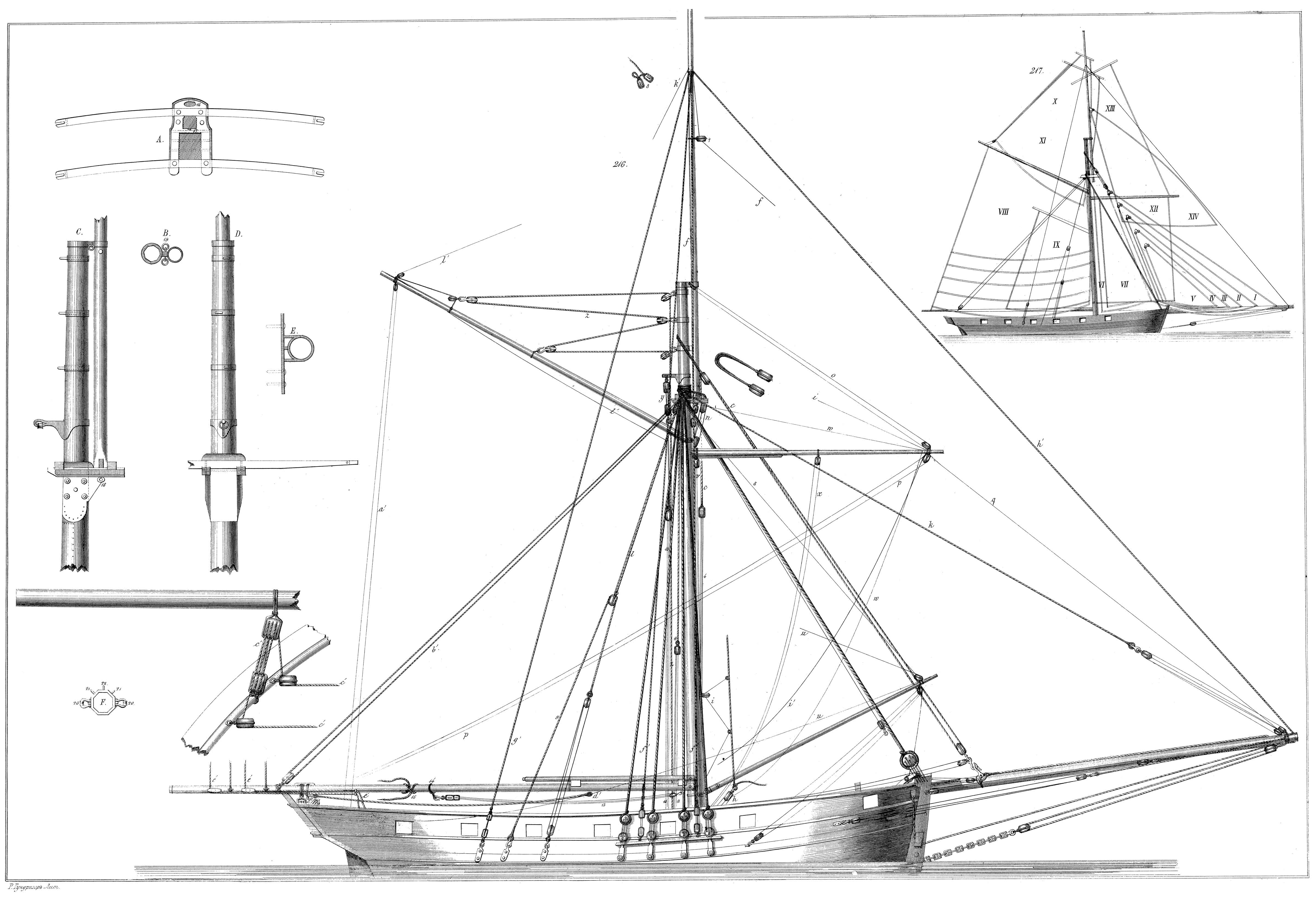

Те́ндер (англ. tender, від attender — «супровідник»)  або ку́тер (від англ. cutter) — тип вітрильного оснащення: однощоглове судно з косими вітрилами, яке має стаксель і клівер. Сучасні тендери — різновид яхт. В епоху вітрильного військового флоту тендером називалося однощоглове судно допоміжного призначення, водотоннажністю в 50-60 т, озброєне 10-12 гарматами невеликого калібру. Слово «тендер» запозичене з англійської у XIX ст.

## Види тендерів
Маневрені якості тендера трохи нижчі, ніж у шлюпа. Існують два типи тендерів: з гафельним і бермудським оснащенням. Оснащення гафельного тендера складається зі грота (грота-триселя), стакселя, одного або кількох кліверів і верхнього трикутного (топселя). Сучасні тендери частіше мають бермудське вітрильне оснащення: замість грота-триселя і топселя використовується одне велике трикутне вітрило — бермудський грот.
Тендер це, насамперед, один з видів саме гафельного оснащення. Бермудські тендери існували дуже недовго, і з'явилися вони з причини збереження традиційних передніх вітрил при переході від гафельного оснащення до бермудського. Коли ж при вдосконаленні рангоуту і стоячого такелажу виявилася можливість надійно утримувати щоглу в поздовжньому напрямку всього одним штагом з носа, бермудські тендери практично зникли.

## Історія
Тендери (кутери) як клас вітрильних суден з'явилися наприкінці XVII ст. Це були невеликі однощоглові судна зі здебільшого косим вітрильним оснащенням. Корпуси тендерів мали гострі обводи з великим конструктивним диферентом на корму, на зразок баластного кіля сучасних крейсерських яхт. Вітрильне оснащення тендерів мало численні варіанти, але відрізнялося великою площею вітрил. Дуже довгий бушприт міг за необхідності утягуватися на палубу. Тендери мали високу швидкість і маневреність, не вимагали великих команд, завдяки чому у величезній кількості будувалися як кораблі військового флоту (де застосовувалися як патрульні кораблі і швидкохідні кораблі постачання), так і транспортні і рибальські судна.
На початок XX століття тендери (як всі вітрильні кораблі) вже не застосовувалися у військовому флоті, але складали величезні рибальські флотилії по обох берегах Ла-Маншу. Зменшення кількості омарів поблизу берега вимушувало йти на промисел у відкрите море. Для тривалих плавань рибальські тендери були оснащені допоміжним двигуном. Пійманих омарів вимагалося доставляти у порт на продаж живими, і висока швидкість тендера була для цього вельми доречна. Збудований 1936 року кутер «Le Camaret» — одне з небагатьох таких суден, які збереглися досі.
Рибальським тендерам довелося брати участь і в бойових діях. У роки Першої Світової війни Ла-Манш став ареною численних морських боїв між німецьким та англійським флотом. Численні англійські та французькі рибальські тендери були мобілізовані і використовувалися як дрифтери для буксирування протичовнових мереж, сторожових і навіть протичовнових кораблів. Чимало їх загинуло в результаті нальотів легких сил противника на Ла-Манші. Подібна ситуація повторилася і за років Другої Світової війни. Наприклад, в США при нестачі протичовнових суден спеціального призначення був створений так званий «Хуліганський патруль» з приватних яхт, здебільшого колишніх рибальських тендерів.
Тендери та кутери стали родоначальниками сучасних спортивних яхт. Точніше сказати, більшість суден-учасників перших вітрильних регат були саме лоцманськими або рибальськими куттерами, наприклад переможець першої Фастнетської регати лоцманський кутер «Жолі Бріз» (Jolie Brise).

## Будова
Вітрильник сконструйований з каркаса, снастей, керма та іншого різного устаткування. Каркас складається з власного корпусу і надбудов, головними з яких є полубак і пів'ют. До оснащення входять щогли, реї, такелаж і вітрила. Передня частина корпусу (ніс корабля) найчастіше загострена, за винятком таких суден, як джонки та баржі, де ніс тупий. Корма, якщо вона вертикально зрізана, називається дзеркалом (транцем). Обтічник може бути плоским, заокругленим або кільовим, двостороннім. Кільовий обтічник певною мірою підвищує стійкість судна проти бічної хитавиці. Він мався на малих судах вікінгів і арабів. А в кліперів обтічник був майже плаский.
Каркас судна складається з парних шпангоутів, одягнених зовнішньою і внутрішньою обшивкою і накритих палубою. У конструкції каркаса розрізняють поздовжні і поперечні елементи.
Зовнішню обшивку складають спарені дошки. Вони скріплені цвяхами, з'єднані встик або внакладку, з метою створення гладкої поверхні. Зовнішня обшивка кріпиться обв'язкою, як на найдавніших кораблях вікінгів.
Верхні конструкції утворюють безперервні борта судна. Півбак, пів'ют і середня частина між ними оберігають судно від передніх і задніх ударів хвиль.
Судна будувалися з дуба, сосни та ялини, з червоного дерева, з кедра і з деревини акацій. У колишні часи неможливо було будувати судна, що перевищують сто метрів по довжині. Тільки з 1818 стали збільшуватися розміри завдяки застосуванню залізних і сталевих елементів. Підводна частина судна обростала водоростями і черепашками. Для боротьби з ними намагалися, зберігаючи судно, одягати підводну частину корабля тонкими листами міді. До наших днів збереглася практика багатошарового фарбування.

## Інші значення
У післявоєнній Береговій охороні США терміном cutter позначаються кораблі з високим та середнім рівнем автономності (WMHC / WMEC), на відміну від прибережних і рейдових катерів. Українським еквівалентом є прикордонний сторожовий корабель (ПСКР).
До cutter сходить і слово «катер».

## Сучасні тендери
Після Другої світової війни яхтобудування пішло по шляху нових матеріалів і спрощення оснащення. Дерев'яні куттери, з великою кількістю снастей рухомого такелажу, які вимагали великої команди та інтенсивного догляду, стали явищем минулого. Після повернення моди на дерево з'явилося багато відновлених кутерів і реконструкцій. Але з гоночними яхтами вони вже конкурувати не можуть, і залишаються уділом ентузіастів і любителів старовини.